# 张子萱
张子萱（1984年2月6日—），中国女演员、模特，瑞丽杂志模特。2011年被导演滕华涛选定出演“失恋33天”，开启了演艺之路。2015年1月與同為演員的陳赫戀情曝光，進而使二人遭到媒體懷疑婚外戀
。2016年2月24日，张子萱与陈赫领证结婚，同年10月23日女兒出生。

## 经历
早年在北京联合大学主修广告策划。因为在大一期间，她的一位杂志助理编辑的高中同学需要一名拍摄封面的平面模特，于是推荐了面容姣好的张子萱，后成为《瑞丽》杂志的专属模特。在之后的九年时间里，她主要担任《瑞丽》等时尚杂志的平面模特，同时还担任了五月天、马天宇等歌手音乐录影带的女主角，以及参与了一些广告的拍摄。后来导演腾华涛看到在综艺节目《快乐大本营》里的张子萱，让她参演了《失恋33天》中模仿台湾腔的河南女孩“李可”一角开启了演艺之路。之后开始出演《时尚女编辑》、《小爸爸》等电视剧。

### 个人生活
2015年1月，媒体报道已经结婚的张子萱与中國男演员陈赫发生婚外情，1月22日，陈赫发表道歉长文《我错了》，承认自己离婚已快半年，与妻子是和平分手，而张子萱则于1月27日通过微博承认了自己与陈赫的关系，并称和杨一柳先生早前已提出离婚，除了此声明，还附有和老公杨一柳在法院起诉离婚的证明，上面的日期是2014年。而张子萱的丈夫则是同为圈内人的杨一柳，夫妻俩曾合作网剧《我叫郝聪明》，张子萱是女主角，杨一柳则是制片人，而在他们俩的微博里则可以寻找到很多爱的踪迹和照片。
2016年2月13日，媒体曝光称陈赫陪同张子萱在上海某医院做产检，检查结果显示张子萱已经怀孕。2月24日，有网友爆料称陈赫与张子萱在上海市长宁区领证结婚，后得到媒体的确认。

## 影视作品

### 电视剧
| 首播年份 | 剧名           | 角色       | 备注                     |
| 2012年   | 时尚女编辑     | 伊娜       | 又名《穿动物园的女编辑》 |
| 2013年   | 我叫郝聪明     | 郝聪明     | 网剧                     |
| 2013年   | 小爸爸         | 珊珊       |                          |
| 2014年   | 屌丝日记       | --         | 客串，网剧               |
| 2014年   | 我的儿子是奇葩 | 林妙雪     |                          |
| 2014年   | 微时代         | 丁小柔     | 网剧                     |
| 2015年   | 小野兽花店     | 张子萱     | 客串，网剧               |
| 2015年   | 医馆笑传       | 陈安安     |                          |
| 2015年   | 长大           | 白晓菁     |                          |
| 2015年   | 屌丝男士第四季 | 食堂女同学 | 客串，网剧               |
| 2016年   | 一念向北       | 伍莺莺     |                          |
| 2022年   | 将爱之因为爱情 | 陈意心     | 2011年拍摄               |

### 电影
| 上映年份 | 电影名         | 角色       | 备注 |
| 2011年   | 失恋33天       | 李可       |      |
| 2013年   | 等风来         | 餐厅女孩   | 客串 |
| 2014年   | 匆匆那年       | 林嘉茉     |      |
| 2015年   | 滚蛋吧！肿瘤君 | 艾米 (Amy) |      |

### 微电影
- 2012年8月，《真爱指南针》饰 李梦（梦洁家纺微电影）

### 出演MV
| 年份 | 歌曲名称               | 歌手   | 角色   |
| ---- | ---------------------- | ------ | ------ |
| 2006 | 我又初恋了             | 五月天 | 张子萱 |
| 2007 | 快乐童话               | 马天宇 | 张子萱 |
| 2008 | Merry Lonely Christmas | 宋秉洋 | 张子萱 |
| 2013 | 你还怕大雨吗           | 周柏豪 | 女主角 |

## 獎項
| 年份 | 頒獎典禮             | 獎項       | 剧名         | 角色 | 結果 |
| ---- | -------------------- | ---------- | ------------ | ---- | ---- |
| 2012 | 第31届大众电影百花奖 | 最佳新人   | 《失恋33天》 | 李可 | 提名 |
| 2012 | 第49屆金馬獎         | 最佳新演員 | 《失恋33天》 | 李可 | 提名 |

## 外部連結
- 张子萱的新浪微博
- zixuanego～ - 博客大巴
- 张子萱在香港影庫上的簡介